# Basavilbaso
Basavilbaso (antes también Gobernador Basavilbaso) es un municipio distribuido entre los distritos Moscas y Genacito del departamento Uruguay en la provincia de Entre Ríos, República Argentina. El municipio comprende la localidad del mismo nombre y un área rural. 
Es la segunda localidad en población del departamento y uno de los más importantes asentamientos del país habitados por los inmigrantes judíos a comienzos del siglo XX. Se encuentra en el cruce de las rutas provinciales RP 20 y RP 39, a 300 km de Buenos Aires, a 200 de Rosario y a 201 de Paraná. Los ciudadanos locales frecuentemente llaman a su pueblo «Basso», simplificando el nombre. Esta abreviatura fue heredada del ferrocarril, ellos acortaban el nombre utilizando las primeras tres letras sumándoles las últimas dos, quedando Bas'so; se lo solía ver en las tarjetas de equipaje.

## Historia

### Antecedentes
El emplazamiento de la actual ciudad de Basavilbaso fue utilizado desde el siglo XIX como punto de vigilancia y observación por su altura (62 m s. n. m.), que supera a casi todas las aledañas por encontrarse en la cima de la cuchilla Grande. 
Existían pequeños grupos poblacionales dispersos en el área adyacente al actual ejido urbano: el campamento militar, sobre el arroyo Calá, que se remonta a la época del general Francisco Ramírez y que se recuerda con un monolito, visible cerca del Cementerio de Rocamora; la estancia de Manuel Basavilbaso que, de acuerdo a la tradición local, tenía un puesto exactamente donde hoy se levanta el pueblo; el «pueblito de los Antivero»; la estancia de María de la Paz Rodríguez de Zamarripa sobre el arroyo de la Cruz, etc. El paraje se denominó Basavilbaso desde el siglo XIX.
En 1880 se radicó en la zona, llegados de Italia, Giuseppe Alberto Bellingeri, su esposa Francesca Romagnoli, y sus hijos Carlo Alberto y Alejandrina. Comenzó a trabajar como puestero de la Estancia de Basavilbaso, en lo que hoy es la intersección de las calles Justo José de Urquiza y Belgrano. Giuseppe Bellingeri luego le compró esa parcela a Basavilbaso, y en ese lugar construyó su casa, comenzando a trabajar con la primera pulpería y posta de la zona (fue la primera casa de la localidad), cuando comenzaron a cruzar los trenes les suministraba la leña para las máquinas. Pasado los años Basavilbaso le volvió a comprar (a punta de revólver) nuevamente la citada parcela. Bellingeri falleció en 1902. Una gran palmera que estuvo en pie hasta 1948, servía como punto de referencia para los viajeros.

### Estación ferroviaria y edificación de la ciudad
La ley de construcción del Ferrocarril Central Entre-Riano del 23 de agosto de 1887 dio impulso al desarrollo local. Este ferrocarril estatal fue proyectado para que partiendo de Paraná llegara a Rosario del Tala, desde donde saldrían ramales a Villaguay y Concordia, por el norte y Concepción del Uruguay por el este. Pero la elección de Rosario del Tala como nudo ferroviario fue desechada por inconvenientes técnicos y se decidió que los ramales, junto con otro hacia el sur (hacia Gualeguaychú), partieran de la estación ubicada en el km 222,445 llamada «Gobernador Basavilbaso» en honor a Clemente Basavilbaso (1841-1907), quien asumió la gobernación de Entre Ríos el 3 de mayo de 1887, dejándola el 1 de enero de 1891 con las obras terminadas. El nombre de la estación se adoptó por ley el 23 de agosto de 1887.
El 30 de junio de 1887 pasó el primer tren por Basavilbaso y se toma esa fecha como fundacional. La estación correspondía a la tercera categoría, comprendiendo un edificio de 4 habitaciones (oficina administrativa del jefe, telégrafo, cocina y habitación de los peones) y un galpón para depósito de mercaderías, aún hoy existente. 

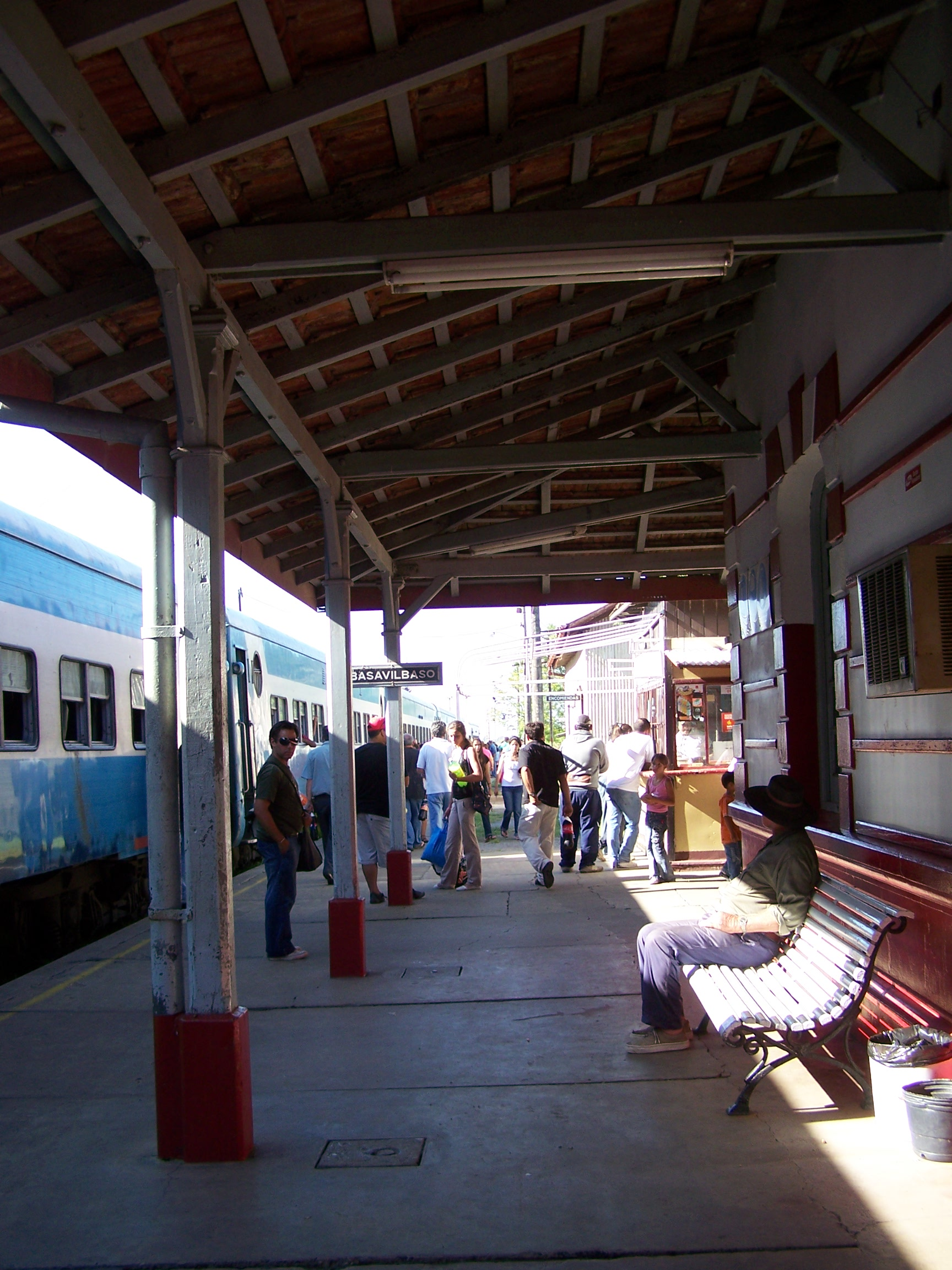
Estación Gobernador Basavilbaso.

El gobierno provincial celebró contratos para realizar la traza de pueblos y colonias en torno a las líneas férreas. En septiembre de 1888 el agrimensor Ventura Barreiro presentó el primer proyecto para erigir un pueblo al sur de la Estación Gobernador Basavilbaso. El diseño tenía una inclinación de 45° con respecto al norte para favorecer la irradiación solar de la planta urbana durante todo el año, pero no se llevó a cabo por oposición de La Agricultora S.A., propietaria de las tierras. El gobierno encargó otro trazado del pueblo fuera de los campos de la La Agricultora al agrimensor Daniel Médus, quien repitió el diseño de Barreiro, pero tampoco se concretó y el pueblo comenzó a edificarse de hecho en forma desordenada.
Junto con la llegada del ferrocarril arribaron a la zona jornaleros italianos, que trabajaron en la construcción de las vías férreas y dejaron reminiscencias de estilo italiano en muchas edificaciones de la ciudad.
En 1892 la empresa de capitales británicos The Entre Ríos Railways Company Ltd. se hizo cargo del ferrocarril.
El 30 de diciembre de 1916 la Secretaría de Topografía y Caminos de la provincia de Entre Ríos presentó un nuevo proyecto de traza urbana para la «Junta de Fomento de Basavilbaso», que se basaba en los dos proyectos anteriores y tenía como centro a la antigua estación. En 1921 la estación ferroviaria fue trasladada a su actual emplazamiento y se construyó el Galpón de Máquinas para mantenimiento y reparación, convirtiendo a Basavilbaso en un centro ferroviario importante en la región.
El negocio del ferrocarril cayó rotundamente durante el gobierno de Carlos Menem, la piedra fundamental de la ciudad entrerriana siempre había sido la vida ferroviaria, después de los problemas de la venta de los ferrocarriles, la población sufrió una crisis económica, agravada por la bancarrota del país durante el mandato de Fernando de la Rúa, hoy en día la ciudad cuenta, por un lado, con un buen desarrollo económico privado, en términos comerciales e industriales y también turístico, de la mano del parque termal de aguas saladas.

### Los inmigrantes judíos
En la década de 1890 la Jewish Colonization Association (JCA) compró terrenos cercanos a la estación a la La Agricultora para destinarlos a la construcción de alojamientos para los inmigrantes judíos llegados de Rusia, para luego reubicarlos en las colonias. En 1902 compró también los campos de la familia Basavilbaso y desde 1908 comenzó a vender los terrenos.
La Jewish Colonization Association fue fundada en Londres el 11 de septiembre de 1891 por el barón Mauricio de Hirsch con el objeto de facilitar la emigración de los judíos, que vivían oprimidos en países de Europa Central y Asia, para ayudarlos a escapar del hambre, la desocupación, la miseria, y las segregaciones políticas, raciales y religiosas.
Desde 1892 la JCA comenzó a trasladar a América miles de personas originarias de Rusia y se fundaron colonias en Argentina. La «Colonia Lucienville», denominada así en homenaje al hijo y único heredero del barón Hirsch: Lucien, fallecido en 1887, fue establecida en un campo de 40 630 ha, cercano a la estación Gobernador Basavilbaso. Estaba integrada por cuatro colonias o aldeas: Novibuco I (en el camino rural 1) y Noviluco II, Ackerman I y Ackerman II. En ellas se dedicaban al cultivo de girasol, alfalfa y sorgo granífero.
Estos colonos muy pronto adoptaron las costumbres locales, comenzándose a hablar de los «gauchos judíos» como tituló a su obra Alberto Gerchunoff (1883-1950) en 1910.
El mismo autor dice en su libro póstumo: «Entre Ríos, mi país» (1950): 

"En aquella naturaleza incomparable, bajo aquel cielo único, en el vasto sosiego de la campiña surcada de ríos, mi experiencia se ungió de fervor, que borró mis orígenes y me hizo Argentino"-. Evocando la efectiva adaptación lograda a corto plazo y cumpliendo las palabras de la Constitución Argentina... "y para todos los hombres del mundo que quieran habitar el suelo argentino".

Un grupo de estos inmigrantes fundó el 12 de agosto de 1900 en la Colonia Novibuco I la primera cooperativa agrícola de Sudamérica, llamada también Lucienville, por lo que la localidad ha sido declarada «cuna del cooperativismo agrario argentino».

## Orígenes de los primeros evangélicos en Basavilbaso

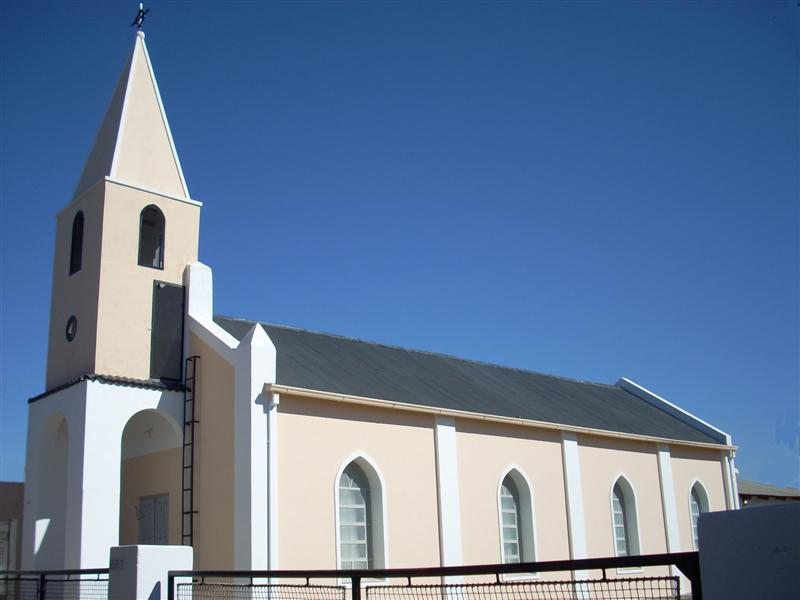
Iglesia evangélica del Río de la Plata de Basavilbaso.

El 18 de julio de 1920 comenzó sus actividades cúlticas en Basavilbaso la Iglesia evangélica de origen alemán (de origen luterano y reformado), cuya filiación actual corresponde a la Iglesia evangélica en Alemania. Formada por los numerosos colonos alemanes del Volga de la zona. Especialmente de la Aldea San Antonio. El primer pastor fue Johann Vöhringer. Los primeros pastores provenían de la Iglesia evangélica alemana del Sínodo de Prusia, con sede en Berlín. 
El 22 de abril de 1923 se construyó una primera casa de oración. El 24 de junio de 1928 se inauguró el templo evangélico actual, por un terreno cedido por la Jewish Colonization Association. La congregación tenía en ese tiempo 83 miembros (2/3 luteranos) y el número de almas ascendía a 170. En la actualidad el número de familias activas en la iglesia en Basavilbaso asciende a 110.

## Municipio
El censo de 1916 registró 2048 habitantes en Basavilbaso, creándose por decreto de 3 de mayo de 1917 una junta de fomento. De acuerdo a la ley n.º 3001 a partir del 1 de julio de 1935 pasó a se un municipio de 2.ª categoría.

Artículo 161: (...) se declaran municipios de primera categoría a todas las ciudades cabeceras de Departamento, y municipios de segunda categoría a todas las villas o pueblos que actualmente tienen Junta de Fomento.

El censo de 1938 registró 6638 habitantes, por lo que Basavilbaso adquirió la categoría de ciudad y municipio de 1ª categoría por ley n.º 3208 sancionada el 3 de diciembre de 1938 y promulgada del 6 de diciembre de 1938 como Villa Basavilbaso.

## Bandera de la ciudad
En el marco de la semana conmemorativa de los 120 años de Basavilbaso el 29 de junio de 2007 fue presentada la bandera de la ciudad. Creación de Maximiliano Barac, la que fue seleccionada entre más de medio centenar de trabajos de jóvenes estudiantes de la localidad por un jurado de artistas plásticos, profesionales, legisladores y un representantes del Departamento Ejecutivo Municipal, fue enarbolada por primera vez, a las 11:07 horas por su creador y representantes de distintas instituciones.

## Personalidades destacadas
Entre las personas de mayor renombre se hallan Osmar «el malevo» Ferreyra, quien se formó en el club local, Ramsar Juniors jugando actualmente en el Club River Plate (abril de 2014); se destaca también el reconocido Locutor Nacional  «Juan Carlos Carchmit» quien trabaja en Radio Nacional y TV Pública como en diversos medios desempeñando su carrera como conductor, locutor y periodista.  Gustavo Buena, destacado por jugar en equipos de la talla de Banfield, Atlético Rafaela, y clubes de Perú, hoy se desempeña como director técnico en el mismo país.
En el ámbito cultural se destacan personalidades como el escultor Carlos Chabeuf, con obras dispersas por muchos puntos del país.  Además si hablamos de medios, destacamos a la pionera y conductora de la radio y televisión argentina, y cantante de música Paloma Efron, conocida como «Blackie».  Casualmente Paloma Efron y Juan Carlos Carchmit nacieron un día 6 de diciembre fecha en que se celebra el día del productor de radio y televisión argentino.
Además se destaca como artista integral, Danilo Gabriel Muñiz: Guitarrista, baterista, armonicista, bajista, compositor, letrista e intérprete, que desde hace más de 30 años ha pasado activamente por formaciones como Ruta 39, La Chicago, Jezabel, Estigma, Bagayo Paraguayo, entre otras formaciones. Sobre el, los productores Federico Schwarz y Damian Piccoli realizaron un documental con testimonios sobre el artista llamado "Vagabundo del Blues".
Darío Ramos, fallecido guiarrista, fue uno de los mejores músicos de su generación. No solo como instrumentista, sino también como docente, teniendo bajo su ala a muchos de los músicos actuales. 
Gabriel Zabal, es un realizador audiovisual egresado de la Universidad de Buenos Aires, actualmente radicado en España. Es el creador de la serie de dibujos animados "Las aventuras de Calá", además de realizar diversas producciones locales, entre ellas, los festejos de los 90 años de la Biblioteca Popular "Luz Obrera".

## Sitios Emblemáticos
- Parroquia San José Obrero: el edificio parroquial en principio fue pensado como salón de actos. En el año 1961 se inaugura como templo parroquial. A principios de siglo se hizo un importante trabajo de puesta en valor. En su interior (remodelado recientemente) se podrán admirar trabajos del artesano Manuel Casco en madera de peteribí: estaciones de Vía Crucis y una réplica del fresco "La Ultima Cena" de Leonardo Da Vinci (debajo del altar). También un óleo sobre madera que representa El Bautismo de Jesús, de la artista Katja Niebuhr de Lönher. Actualmente la Parroquia cuenta con una belleza arquitectónica y natural que la hacen un lugar digno de visitar.

- Terminal de Ómnibus (punto de partida): antigua Estación de Servicios (Al lado de la Oficina de Turismo).
- Monumento al Gral. Justo José de Urquiza: del 1 de mayo de 1951, conmemorando el Centenario del Pronunciamiento.
- Monumento al Obrero Ferroviario: inaugurado el 1 de marzo de 1990, día del Ferroviario. Erigido por las Instituciones Ferroviarias en memoria de los Obreros, especialmente los de "vía y obras" llamados vulgarmente "catangos" que hicieron el trabajo más duro del gremio.
- Primitiva Casa de Inmigrantes: de principios de siglo XX, fue utilizada por los inmigrantes judíos hasta su desplazamiento a la Colonia asignada. Última en pie.
- Monumento al Gral. Francisco Ramírez: (10 de julio de 1988) homenaje a Francisco Ramírez en el 167.º Aniversario de su muerte. Obra del escultor Carlos Chabeauf.
- Iglesia evangélica del Río de La Plata: Templo de típico estilo rural inaugurado el 24 de junio de 1928. Comunidad evangélica de origen alemán del Volga, establecida en Basavilbaso desde el año 1920.
- Sinagoga Beth o Beit Abraham: (popularmente la "Shill de los Arbetn", del idish la "sinagoga de los trabajadores"). De factura simple, construida por los artesanos, en 1917, con los oficios adquiridos en la vieja Europa.
- Cooperativa de Consumo Ferroviaria:  en este edificio funcionó esta institución que colaboró en el desarrollo del pueblo al apoyar a los obreros ferroviarios.
- Museo Riel Basavilbaso: (del 12 de febrero de 1999). El edificio es una réplica de una "Estación de 4º Categoría", con su característico estilo inglés. En sus 3 salas se exponen elementos ferroviarios, algunos de 1905. Ingresamos al predio ferroviario.
- Locamotora Nielson Nº 43: tipo A, clase "maniobras", 0-6-0, puesta en funcionamiento en 1888.
- Estación Gobernador Basavilbaso: dentro de predio ferroviario (1887), posteriormente fue Edificio de Control. Pueden verse los muros y aberturas propios y el "Galpón de Cargas" anexo que no ha sido destruido.
- Barrio Ferroviario: en estas viviendas vivieron, en primera instancia, los directivos (en su mayoría ingleses) del ferrocarril y luego fueron afectadas al personal subalterno. Este conjunto edificio refleja, de buena manera, la importancia del ferrocarril en el desarrollo urbano de la ciudad y la utilización de materiales y elementos cotidianos (madera y chapa) en la construcción de casas familiares.
- Busto Pte. Juan D. Perón: erigido el 17 de octubre de 1975 por el movimiento Justicialista en el "Día de la Lealtad".
- Monumento al Centenario: del 4 de julio de 1987, conmemora el centenario del origen del pueblo. Es una plano del ejido urbano y su zona aledaña.
- Busto al Gral. José de San Martín: inaugurado el 17 de agosto de 1950, emplazado por el municipio al "Padre de la Patria" en el Centenario de su fallecimiento.
- Antiguo Cine Esmeralda: construido en 1940, era unos de los grandes locales de espectáculos con que contaba el pueblo en su época de esplendor. Fue Mueblería y "Le Feu Rouge Disco". Fachada racionalista en mármol travertino y ventanales vidriados.
- Monumento al Inmigrante: pequeño monumento del 28 de noviembre de 1978 que representa una figura estilizada de un hombre, sosteniendo en su mano derecha un libro y con su izquierda en alto un martillo y un pincho para forrajes. Simboliza lo aportado por el inmigrante: su trabajo y su cultura.
- Monumento al Centenario de la Colonia Lucienville: materializa con símbolos la Fe del Pueblo Hebreo en su peregrinar hasta llegar a la Argentina. Las 7 columnas representan la Menorah y simbolizan la luz de Dios. En el centro, como "Piedra Fundamental del Mundo", se ubicaron "Las manos del Rabino" desprendiéndose de la tierra para bendecir al Pueblo Judío y debajo "Las Tablas de Moisés" con los 10 mandamientos, representando al pueblo que las recibe. Cerrando el círculo, se ubicaron las banderas de Argentina y de Entre Ríos, como símbolo de la Bienvenida que dio esta tierra de paz a los colonos y el agradecimiento de estos al darles sus hijos. Autores: Arq. José E. Mujica y Arq. Liliana Solimano.
- Monumento al Cooperativismo: simbolizan que los ideales del cooperativismo sostendrán al Mundo.
- Sinagoga Tefila L' Moisés: monumental templo de 1912 de estilo ecléctico. Se destaca el cielorraso abovedado de madera pintada y sus ornamentos.
- Sede Social Agrícola Lucienville Cooperativa Ltda: primera Soc. Agrícola Coop. de América fundada el 12 de agosto de 1900 en la Colonia Novibuco I. Cumplió una función fundamental para los colonos judíos en el proceso inmigratorio y de asentamiento como comunidad. Ocupa este edificio de fachada italianizante desde 1906.
- Biblioteca Lucienville: otra de las obras de la Coop. Lucienville. Aparte de la colección de libros, su salón se utiliza para reuniones sociales y culturales (cine, teatro, etc)

- Bloque de Ausencia: Monumento a los desaparecidos del último golpe militar en Argentina en los años 70 (24 de marzo de 2009).  Autor: Claudio Barragán.[12]

### Termas de Basavilbaso
El Complejo "Termas de Basavilbaso" es un predio con aguas termales salinas ubicado en el corazón de la provincia de Entre Ríos, República Argentina. El nuevo parque termal se encuentra ubicado en la localidad de Basavilbaso, sobre la RP 20 km 93. A solo 300 km de la Ciudad Autónoma de Buenos Aires y a 200 km de las ciudades de Rosario y Paraná. Sus aguas mesotermales, ligeramente alcalinas, ricas en Sodio, Calcio y Magnesio son bicarbonatadas con componente sulfato y poseen características terapéuticas. Surgen desde 1256 m de profundidad a una temperatura de 42 °C. en boca de pozo. Con sus 60 has. completamente parquizadas, el complejo presta diversos servicios a los visitantes.

## Parroquias de la Iglesia católica en Basavilbaso
| Diócesis   | Gualeguaychú    |
| ---------- | --------------- |
| Parroquias | San José Obrero |